# Créationnisme

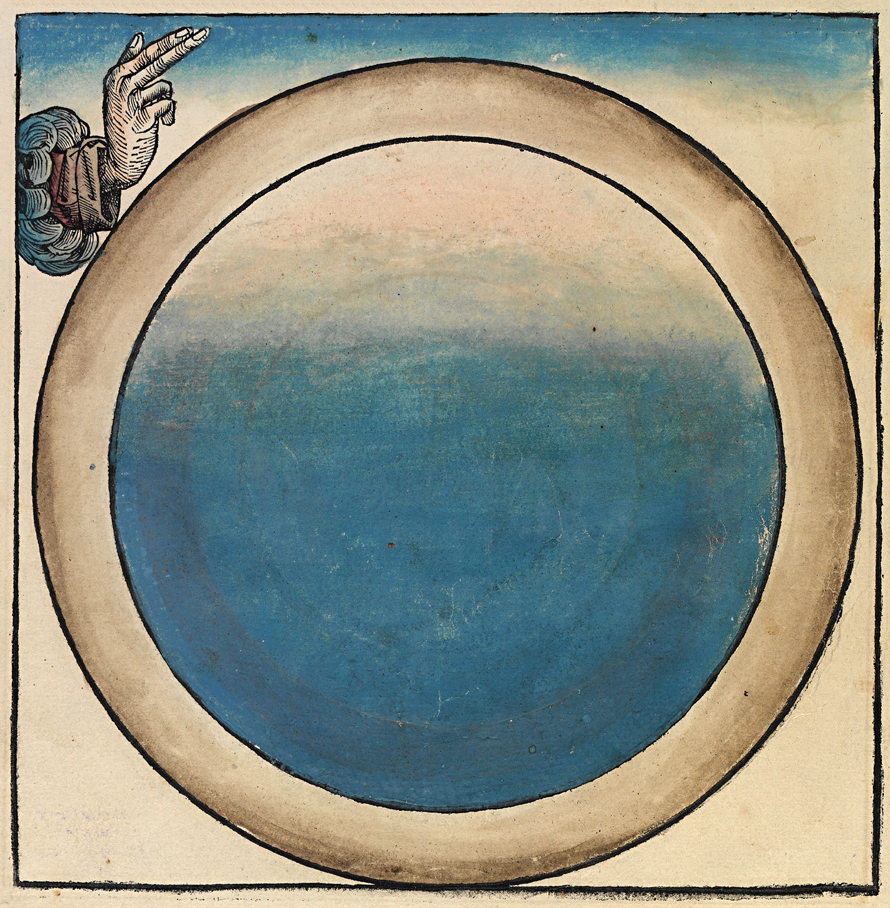
Le Premier Jour de la création, Chronique de Nuremberg, 1493. Dans la Bible, Dieu « fait exister » le monde.

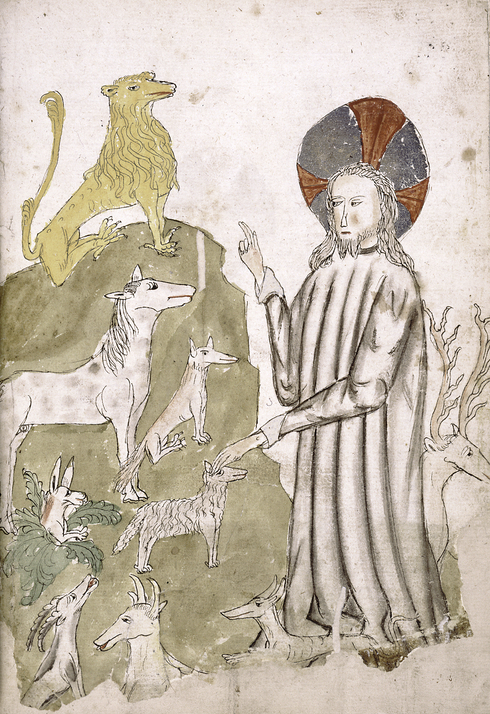
Dieu créant les animaux, illustration médiévale de 1445 (Allemagne).

Le créationnisme, qui s’exprime sous différentes formes, est une doctrine qui stipule que Dieu a créé non seulement l'univers mais également chacune des espèces vivantes, contrairement au très large consensus scientifique qui soutient l'idée d’un processus évolutif par lequel de nouvelles espèces se forment à partir d'ancêtres communs.
Depuis que sont décrits des phénomènes poïétiques et évolutifs en astronomie, en géologie et en biologie, les créationnistes entretiennent la polémique à cet égard, car l'explication scientifique de ces phénomènes n'est pas compatible avec leur interprétation des textes religieux. Le débat relève d'enjeux politiques importants, notamment en matière d'enseignement, de recherche scientifique, de liberté d'opinion et de croyances.
Les courants créationnistes montrent une grande diversité, depuis ceux qui soutiennent le fixisme en élaborant une théorie de la nature théiste (« créationnisme Jeune-Terre » et « Vieille-Terre ») à ceux aux positions plus déistes qui embrassent la théorie transformiste (hypothèse du dessein intelligent et de la panspermie dirigée).
Le « créationnisme Jeune-Terre » lit la Bible ou le Coran comme des livres scientifiques et historiques, véhiculant la croyance selon laquelle le récit de la création de l'univers, tel que fourni par les textes religieux, donne une description littéralement exacte de l'origine de l'Univers. Cette interprétation littérale de textes comme la Genèse s'appuie sur la conviction que ces textes ont été « dictés par Dieu » comme vérités absolues, définitives et indiscutables (cas de certaines Églises protestantes, majoritaires dans le Bible Belt des États-Unis). Ce courant de pensée est généralement associé au refus de toute idée d'évolution biologique et géologique,,.
La plupart des traditions religieuses monothéistes (judaïsme, christianisme et islam) postulent la création du monde par Dieu. La lecture fondamentaliste est refusée par la majorité des Églises chrétiennes actuelles, qui privilégient une lecture herméneutique. Pour les catholiques, la création de l'univers par Dieu ne s'oppose pas en soi à l'évolution : la création est avant tout la relation entre les créatures et un Créateur, leur premier principe.
Le créationnisme ne se restreint néanmoins pas aux seuls courants interprétant des textes religieux de façon littérale, mais inclut également le créationnisme Vieille-Terre qui admet que l'univers a bien plus de 6000 ans ; les partisans du dessein intelligent, des courants qui admettent des aspects de la théorie de l'évolution mais en excluent l'Homme ; l'évolution théiste qui admet que l'évolution des espèces a lieu mais qu'elle est dirigée ou influencée par des divinités ou un Créateur qui donnerait naissance à l'univers, au vivant et aux mécanismes leur permettant ensuite d'évoluer par eux-mêmes.

## Mouvement créationniste

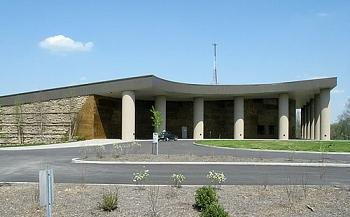
Le Musée de la Création au Kentucky.

Le mouvement créationniste trouve ses racines au XIXe siècle, en opposition au darwinisme — le débat d'Oxford du 30 juin 1860 constituant le premier affrontement direct entre les darwinistes et leurs opposants. Ces derniers, représentés par l'évêque Samuel Wilberforce, y affirment que le monde a été créé par Dieu en six jours et soutiennent que les théories transformistes s'opposent à la Bible, selon laquelle Dieu aurait créé chaque espèce végétale ou animale de façon individuelle.
Le créationnisme est principalement soutenu au sein du christianisme évangélique, comme une conséquence de la doctrine de l'inerrance biblique et de l'autorité de la Bible. Cette mouvance est associée au littéralisme biblique, qui se fonde sur une lecture littérale de la Genèse et d'autres livres de la Bible, comme les Psaumes, s'opposant ainsi à d'autres courants créationnistes chrétiens.
Au XXIe siècle, des créationnistes essaient encore d'apporter des éléments pour défendre leur thèse face à la théorie de l'évolution, mais leurs thèses sont rejetées par la communauté scientifique : ils sortent en effet du champ de la rationalité en invoquant l'intervention miraculeuse de Dieu durant la « semaine de la création ». La démarche est également qualifiée de non-scientifique, car elle est basée sur l'a priori que les faits scientifiques doivent concorder avec les Écritures saintes.

## Deux livres

### Livre de la Genèse
Le Livre de la Genèse (du grec Γένεσις, « naissance », « commencement », « source », « origine », « cause ») est le premier livre, intitulé en hébreu Bereshit (littéralement, « Dans le commencement »), de la Torah (Pentateuque), donc du Tanakh (la Bible hébraïque) et de la Bible chrétienne. La tradition juive considère qu'il a été écrit sous la dictée divine par Moïse.
La Genèse explique l'origine de l'homme et du peuple hébreu jusqu'à son arrivée en Égypte. Il contient les présupposés et bases historiques aux idées et institutions nationales et religieuses d'Israël, et sert de préface à son histoire, ses lois et coutumes. Le récit originel décrit la création du monde en six jours par Dieu.
Le créationnisme actuel se fondant sur une lecture littérale de la Bible est d'origine récente, et l'interprétation symbolique est plus ancienne.
La grande diversité des interprétations de la Bible dans les différents courants protestants découle d'un des fondements de la Réforme luthérienne : sola scriptura (« seule écriture ») promulguant une relation directe entre le chrétien et la Bible, ouverte à l'interprétation de chaque lecteur.

### L'Origine des espèces
Sur le plan scientifique, l'exploration de la planète conduit à la découverte d'espèces jusqu'alors inconnues des Occidentaux, et la grande variété du vivant et de la Terre surprend. Au XVIIIe et XIXe siècles, des théories scientifiques tentent d'expliquer la géologie de la Terre, en particulier l'uniformitarisme, soutenu notamment par Charles Lyell, qui décrit la création du relief de la Terre par une succession graduelle de transformations naturelles. En biologie, le débat s'ouvre entre les partisans du fixisme, notamment représenté par Georges Cuvier, et les défenseurs du transformisme fondé par Jean-Baptiste de Lamarck. Charles Lyell tente aussi d'accorder les récits bibliques avec l'observation, et explique la diversité du vivant par l'existence de « centres de création » : certaines régions de la Terre possèderaient des espèces très différentes des autres parce qu'elles seraient originaires de centres de création différents à partir desquelles elles auraient colonisé les régions avoisinantes. Lors de son tour du monde sur l'HMS Beagle, Charles Darwin interprète ses observations en suivant les théories de Charles Lyell.
En 1859, Charles Darwin publie l'Origine des espèces (On the Origin of Species by Means of Natural Selection, or the Preservation of Favoured Races in the Struggle for Life). L'essai introduit une rupture dans la connaissance scientifique des origines de la vie en général et des origines de l'Homme en conséquence, bien que Darwin évite de parler de l'homme dans l'ouvrage. La théorie développée par Darwin en 1859 dans l'Origine des espèces, soutient que les êtres vivants voient leurs caractéristiques biologiques évoluer dans le temps et que le milieu dans lequel vit un groupe d'individus opère une sélection naturelle qui, par la reproduction et la transmission de certains caractères héréditaires, étend l'évolution de ces caractéristiques biologiques à l'ensemble du groupe. Selon cette théorie, il n'y a pas d'entité créatrice qui donne subitement vie à une espèce complètement et définitivement formée.
La tentative d'explication des mécanismes adaptatifs de transformation et de diversification des espèces dans leur milieu par Charles Darwin connut un succès rapide. Les idées de Charles Darwin influèrent sur la recherche scientifique postérieure. Les travaux en paléontologie, en biologie moléculaire et en génétique permirent d'étayer et de développer la théorie de l'évolution. Depuis le milieu du XXe siècle, la théorie darwinienne a obtenu le consensus de la communauté scientifique, mais l'ouvrage de Darwin est diversement reçu par différents courants religieux d'obédience chrétienne ou musulmane. Le débat contradictoire entre créationnisme et évolutionnisme se déplaça rapidement sur le terrain de l'enseignement et dans le domaine législatif. Le débat est toujours actuel dans certains pays, comme aux États-Unis, où l'enseignement de l'évolution dans les écoles publiques de plusieurs États était interdite jusqu'en 1968 et une décision de la Cour suprême qui jugea que cette interdiction contrevenait à la première clause du 1er amendement de la constitution américaine.

## Christianisme et créationnisme

### Protestantisme
Sébastien Fath, sociologue, dans son étude des créationnismes en milieu protestant aux États-Unis souligne qu'il est impossible de dégager une tendance et une motivation unique mais définit pourtant quatre orientations principales :
- Le créationnisme littéraliste, à partir d'une lecture littérale de la Bible, qu'il estime adopté par 15 millions de personnes ;
- Le créationnisme concordiste, qui cherche un accord entre le texte et la recherche scientifique, qu'il estime à 20-25 millions d'adeptes ;
- Le créationnisme finaliste, qui adopte l'approche scientifique sans réserve mais en discute la finalité (voir dessein intelligent), tendance qui serait la plus répandue aux États-Unis et la mieux implantée en Europe également ;
- Le créationnisme théiste, dans lequel Dieu est reconnu comme Créateur mais dont la Création suivrait son cours librement ensuite, avec également environ 20 millions d'adeptes[9].

Dans le christianisme évangélique, le créationnisme est soutenu par certains fondamentalistes. Par exemple, Answers in Genesis, fondée en Australie en 1986, est une organisation évangélique qui défend cette thèse. En 2007, elle a fondé le Creation Museum à Petersburg, dans le Kentucky et en 2016 l’Ark Encounter à Williamstown.

### Église catholique et théorie de l'évolution
Avant les développements de la théologie du XXe siècle, l'Église catholique fut nettement défavorable au transformisme. Elle ne le condamna cependant pas. Léon XIII affirme en 1893, dans l'encyclique Providentissimus Deus, la doctrine de l'Esprit saint de la Bible, et, par conséquent, son inerrance :

« Les livres de l'Ancien Testament et du Nouveau Testament, avec toutes leurs parties, tels qu'ils ont été reconnus par le concile de Trente doivent être reconnus comme sacrés et canoniques, non pas en ce sens que, composés par le génie humain, ils ont ensuite reçu son approbation, ni seulement qu'ils contiennent la révélation sans aucune erreur, mais parce qu'ils ont été écrits sous l'inspiration du Saint-Esprit et ont ainsi Dieu pour auteur. »

— Léon XIII, Providentissimus Deus
Selon cette doctrine, la science ne peut donc se montrer en contradiction avec les Écritures saintes, dès lors que celles-ci sont convenablement interprétées.
Émile Poulat résume l'évolution subséquente de la pensée de l'Église : « L'immense effort développé au nom de la «science» dans tous les domaines sans en exclure la Bible a dissipé notre représentation religieuse de l'homme et du monde. Les Six Jours, Adam et Eve, le Déluge, la composition du Pentateuque, le monde du Proche-Orient, les «sources» des évangiles, les genres littéraires, l'histoire des manuscrits et du canon, la Bible reste un univers religieux mais dont il a fallu sortir pour l'étudier et le comprendre avec un outillage intellectuel et un équipement culturel qui ne lui doivent rien. Leur mise en œuvre a d'abord été ressentie comme un sacrilège avant que leur nouveauté ne soit tardivement reçue par Pie XII dans son encyclique Divino Afflante (1943), puis assumée par Vatican II dans la constitution Dei Verbum (1965) ». À l'ère préscientifique, en symbiose avec la culture de leur époque et de leur milieu, les auteurs bibliques ne cherchaient pas à éviter des erreurs et des contradictions qui demeuraient sans lien avec l'inspiration et le message qu'ils voulaient transmettre.
L’Église n'entend pas se prononcer sur les domaines scientifiques, Elle rappelle seulement l'historicité des quatre évangiles canoniques en ce qu'ils transmettent fidèlement ce que Jésus a fait et enseigné, et rejette la doctrine fondamentaliste de l'inerrance biblique et considère que la Bible ne vise pas à renseigner le lecteur sur les sciences naturelles, la cosmologie, l'histoire, la géographie ou tout autre domaine de connaissance sans rapport avec le salut de l'être humain.
Le 22 octobre 1996, Jean-Paul II intervient devant l'Académie pontificale des Sciences et affirme que « de nouvelles connaissances conduisent à reconnaître dans la théorie de l'évolution plus qu'une hypothèse ». Jean-Paul II et son successeur Benoît XVI ne s'opposent pas aux théories de l'évolution, qui sont du ressort du monde scientifique, mais ils rejettent toute doctrine matérialiste qui aboutirait à faire de l'Homme « le produit accidentel et dépourvu de sens de l'évolution ». Il ne s'agit pas pour eux de débattre des mécanismes de l'apparition de l'Homme, mais de s'opposer à ce que ces mécanismes définissent la façon dont l'Homme est considéré.

Ils affirment en outre que l'âme spirituelle, créée par Dieu, ne procède pas par évolution. Pour Jean-Paul II (Les origines de la vie, allocution du 22 octobre 1996 à l'Académie pontificale des sciences) : 

« Pie XII avait souligné ce point essentiel : si le corps humain tient son origine de la matière vivante qui lui préexiste, l'âme spirituelle est immédiatement créée par Dieu (Animas enim a Deo immediate creari catholica fides nos retinere jubet ») (Humani generis, AAS 42, p. 575). En conséquence, les théories de l'évolution qui, en fonction des philosophies qui les inspirent, considèrent l'esprit comme émergeant des forces de la matière vivante ou comme un simple épiphénomène de cette matière, sont incompatibles avec la vérité de l'homme. Elles sont d'ailleurs incapables de fonder la dignité de la personne. »

### Oppositions au sein du christianisme
Historiquement, comme dans le débat américain et anglo-saxon, les positions qui ont le plus posé de problèmes dès la crise moderniste sont le darwinisme et le littéralisme biblique. La focalisation sur cette position l'a progressivement cataloguée de créationnisme tout court, y confondant des positions alternatives pourtant parfois très contradictoires. Il est donc nécessaire de distinguer les arguments divergents au sein même du créationnisme.
Selon le littéralisme biblique, le monde aurait été créé exactement de la façon décrite dans la Genèse lue de manière littérale et surtout primaliste (privilégiant le sens premier des textes), et Dieu aurait créé l'Univers en six jours de vingt-quatre heures. Selon l'archevêque anglican non conformiste James Ussher (mort en 1658), le premier jour de la création est le 23 octobre 4004 av. J.-C., puisque selon lui la chronologie biblique donne ce résultat.
L'affirmation selon laquelle les dinosaures, fossiles, hommes préhistoriques, etc. n'auraient pas réellement existé mais seraient des artefacts disposés par Dieu pour troubler l'homme dans le jugement de son histoire, afin qu'il ne puisse pas prouver l'existence de Dieu de manière scientifique, est associée au créationnisme Jeune-Terre. Selon le figaro.fr, « Pour la quasi-totalité de la communauté scientifique, ces assertions relèvent de la fable enfantine ».
Dopé par les récentes découvertes depuis les années 1990 en astrophysique et en biochimie principalement, et le progrès très important du christianisme évangélique aux États-Unis s'imposant comme une version modérée d'un protestantisme conservateur, un mouvement de plus en plus influent tente de conjuguer orthodoxie scientifique et orthodoxie religieuse. Le mouvement est dénommé « créationnisme Vieille-Terre » (Old-Earth Creationism). Comme son nom l'indique, sa caractéristique est qu'il conçoit que l'origine de l'Univers et de la vie sur Terre remonte à une longue période, des millions, voire des milliards d'années (acceptant l'existence du Big Bang, que refusent les « créationnistes Jeune-Terre », comme étant scientifiquement valide et hautement probable).
Les « créationnistes évolutionnistes », mieux connus comme partisans de l'évolution théiste, adhèrent à la thèse générale selon laquelle certains, voire tous les enseignements classiques sur Dieu et la Création sont compatibles avec tous ou presque tous les enseignements du paradigme évolutionniste. On pourrait la schématiser en calque théiste de ce paradigme, ou encore sa formulation en termes métaphysiques. Avec cette adhésion au paradigme évolutionniste en tant que tel (que pratiquement tous les autres théistes jugent être construit sur un biais naturaliste) plutôt qu'une adhésion à certaines orientations théoriques de l'évolution (sans donc les forcer dans un système paradigmatique), les créationnistes évolutionnistes se positionnent à la limite entre le théisme et le déisme (il s'agit d'ailleurs d'une conception qui convient à de nombreux déistes), à savoir, la continuité ou non de l'action de Dieu dans l'Univers après sa création. En arborant un regard épistémologique, basé notamment sur les enseignements de Thomas Samuel Kuhn, on peut critiquer une telle conception en ce qu'elle « dogmatise la science » en posant une croyance dogmatique sur un paradigme qui, lui, est tout à fait sujet au changement.
Il faut néanmoins garder à l'esprit que le créationnisme s'est beaucoup nourri de cette conception des choses, admettant notamment que la lecture des textes sacrés doit être soumise à ce que nous pouvons connaître via la science et la Raison que Dieu a donnée aux hommes (une idée qui remonte à saint Augustin au Ve siècle), ce qui fait qu'on peut aujourd'hui le considérer comme une version plus tempérée et plus « chrétienne » de l'évolution théiste, attirant d'ailleurs dans son giron de plus en plus de chrétiens (surtout évangéliques)[réf. nécessaire].
En Belgique, une enquête a montré que 20 % des Flamands adhéraient à la théorie du créationnisme en 2008. L'Atlas de la création qui conteste le darwinisme, s'est diffusé dans les lycées et les universités du pays, notamment parmi les élèves de confession musulmane.
En France, l'université interdisciplinaire de Paris (UIP), une association qui regroupe 1 250 adhérents, existe depuis 1995 et organise des conférences soupçonnées de défendre le créationnisme. Jean Staune, secrétaire général de l'association, est proche des promoteurs du Dessein Intelligent aux États-Unis.
En juin 2007 un comité spécial du Conseil de l'Europe a préparé un dossier spécial sur les dangers du créationnisme dans l'éducation qui établit une liste d'organismes européens suspectés de faire la promotion du créationnisme.

## Autres créationnismes des religions monothéistes

### Néocréationnisme musulman
Le Coran ne contient pas de Genèse, et le créationnisme n'a donc pas de réels fondements religieux en Islam. Il aura ainsi fallu attendre la percée des mouvements islamistes dans les années 1980, pour que les arguments créationnistes d'origine évangélique américaine deviennent populaires parmi les musulmans de certains pays de l'OTAN, notamment en Turquie, où ils sont disséminés par le mouvement Nurcu et le prédicateur Harun Yahya en Indonésie, en Malaisie et dans la diaspora musulmane européenne et nord-américaine.[réf. nécessaire]
Un Atlas de la Création rédigé par Harun Yahya et publié par l'éditeur turc Global Publishing en 2006 a été envoyé sans sollicitation par dizaines de milliers d'exemplaires à des écoles, des instituts et des chercheurs à travers l'Europe et les États-Unis en suscitant un certain émoi. Le concept du livre est de juxtaposer des photos de fossiles et des photos d'êtres vivants actuels leur ressemblant, afin de soutenir l'affirmation qu'il n'y a pas eu d'évolution au cours des âges. Le biologiste Richard Dawkins a pointé de nombreuses erreurs d'identification des fossiles, et l'utilisation de photos de leurres artificiels pour la pêche ressemblant à des fossiles anciens pour tenter de démontrer que cette espèce existait toujours sans aucun changement. Harun Yahya publie également des interviews et des documentaires créationnistes, en particulier sur internet.[réf. nécessaire]
Le créationnisme progresse en Turquie : les thèses créationnistes apparaissent dans les manuels scolaires et 75 % des lycéens turcs ne croient pas à la théorie de l'évolution. Les expositions et les conférences créationnistes sont de plus en plus fréquentes. En 2008, la deuxième Cour criminelle de Paix turque a fait bloquer l'accès au site RichardDawkins.net du professeur Richard Dawkins au motif que la phrase « Je suis incapable de réconcilier cette coûteuse et brillante production et l'ineptie à couper le souffle de son contenu » écrite par Dawkins en parlant de l’Atlas de la création aurait constitué une insulte à l'encontre de son auteur Adnan Oktar,,. Selon le quotidien The Guardian, Oktar avait toutefois précédemment échoué dans une tentative de faire interdire l'ouvrage de Dawkins Pour en finir avec Dieu dans lequel le biologiste réaffirme sa conviction que la théorie de l'évolution est supérieure au créationnisme. En mars 2009, un numéro de la revue du conseil de recherche scientifique et technique de Turquie (Tübitak) consacré à Charles Darwin a été censuré et la rédactrice en chef de la revue renvoyée.
Le professeur Judy D. Saltzman rappelle dans un article dédié au philosophe iranien Hossein Nasr, que la grande majorité des scientifiques post-darwiniens prétendent que la vie est apparue après la matière, alors que pour Nasr aucune matière inerte ne peut se transformer en matière vivante en l’absence d’une énergie vitale préexistante. Selon Nasr, « métaphysiquement, la vie vient avant la matière, le monde subtil avant la vie, l'Esprit avant le monde subtil, et la Réalité ultime avant tout le reste […]. L'intuition intellectuelle, qui permet à l'homme de connaître la scientia sacra, apporte cette certitude absolue de la primauté de la conscience sur la vie et la matière ».

### Judaïsme et créationnisme
Le judaïsme présente un large éventail d'opinions sur la création, l'origine de la vie et le rôle de l'évolution dans celle-ci.
La majorité des courants théologiques du judaïsme contemporain, y compris beaucoup de groupes orthodoxes, acceptent le créationnisme évolutionnaire ou évolution théiste.
Entre le relativisme et le littéralisme absolu, une voie médiane pourrait se résumer à la formule du Rav Léon Askénazi : « Ce qui est écrit dans la Torah est certes schématique, mais non mythique ». Cependant, même pour les scientifiques juifs orthodoxes qui cherchent à concilier les divergences entre Torah et Madda (Science), cette notion que la science et la Bible devraient être réconciliées avec les moyens scientifiques traditionnels est douteuse. Comme le disait le Maharal de Prague à son disciple David Gans, assistant de Tycho Brahe, elles ne se situent pas dans le même domaine, et il n'y a pas de contradiction à affirmer que les deux sont aussi vraies. Toutefois, la vérité de la Torah est immuable et éternelle, alors que la science est mouvante par essence. Si, d'aventure, un point épineux surgit, il est à imputer aux limites épistémologiques de l'époque. Ils insistent sur le fait que les écarts entre ce qui est attendu et ce qui est observé prouvent que les choses ne sont pas toujours ce qu'elles paraissent, et, de façon plus poétique, que la racine même du mot monde en hébreu — עולם (o•lam) — signifie « caché », « insaisissable ». Toutefois, lorsque science et Torah semblent converger, ils ne se fient pas davantage à ces théories de façon totale : celles-ci pourront être remises en doute, ainsi que leur compréhension de la Torah, mais non la Torah elle-même. Certains croient que, de même qu'ils croient que Dieu créa l'homme, les arbres, la lumière venant des étoiles dans leur état « adulte » (certains interprètent plus allégoriquement, et estiment que la conscience d'être homme et d'avoir une âme ne vient qu'à l'âge « adulte »), de même le Monde fut créé « adulte », mais il n'y a, ni ne peut y avoir de moyen de le vérifier. Cette croyance a été avancée par le Rav Dr Dovid Gottlieb, ancien professeur de philosophie à l'université Johns-Hopkins.
Gerald Schroeder, physicien à l'université hébraïque de Jérusalem propose quant à lui un comput qui laisse la possibilité de réconcilier les 6 jours et 13 milliards d'années, en se basant sur la relativité d'Einstein, et Nathan Aviezer, de l'université Bar-Ilan, fait de même avec les premiers chapitres de la Genèse et l'évolution.

## Scientifiques face aux créationnismes
(janvier 2022).

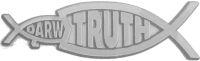
Le Truth fish, parodie créationniste du '.

Guillaume Lecointre (p. 114) juge nécessaire de rappeler : « le principe de parcimonie ou principe d'économie d'hypothèses, implique que lorsque nous faisons une inférence sur le monde réel, le meilleur scénario ou la meilleure théorie sont ceux qui font intervenir le plus petit nombre d'hypothèses ad hoc, c'est-à-dire non documentées ». Il écrit : « Les créationnistes, ne peuvent être scientifiques, car ils commettent de fréquentes entorses au contrat tacite [notamment au principe de parcimonie évoqué dans le § Rasoir d'Ockham] en guise de socle à toutes les sciences ». (p. 111).
« Depuis la charnière XVIIe – XVIIIe siècles, nos inférences et hypothèses doivent faire référence à des entités que nous pourrons appréhender expérimentalement, tout de suite, ou à terme ; donc des entités naturelles ; cela est la condition scientifique moderne » (p. 120), « le registre des savoirs- qui sont du domaine public et donc potentiellement universels, dont la contestation doit être instruite et méthodologiquement caractérisée » (p. 125).
Beaucoup de personnes ignorent que : « les [différentes] sphères de l'espace public [donc celui de la science] décrites par Caroline Fourest [… ne peuvent pas être confondues avec] la sphère du sens et de la symbolique des pouvoirs publics et la sphère de liberté maximale (la sphère privée) » (p. 125). « La validation croisée des résultats scientifiques est un espace laïque au sens français du terme, sans que, pour autant, nous ne nous formulions les choses comme cela. Nos options métaphysiques restent aux vestiaires de nos laboratoires et n'interviennent pas dans nos comptes rendus d'expériences » (p. 127).
Bruno Latour confie que « [les conditions de… et le contrat tacite de] la recherche n'est pas au programme des formations scientifiques » (p. 93). Guillaume Lecointre pense qu'« il serait temps d'enseigner aux futurs chercheurs une explication de leur contrat tacite, autant dans ses attendus épistémologiques que dans ses composantes sociologique, économique et politique. » (p. 129).
Pierre Bourdieu : « Puisque les savants sont censés produire de la vérité sur le monde [… il leur faut] restituer les acquis de la science dans les domaines où ces acquis pourraient contribuer de manière positive à résoudre des problèmes qui ont accédé à la conscience publique. Mais la fonction la plus utile, en plus d'un cas, serait de dissoudre les faux problèmes ou les problèmes mal posés. [… À la télévision,] les faux philosophes [… prennent] au sérieux les faux problèmes [scientifiques proposés dans l'émission]. [… ⇒] il faudrait des commandos d'intervention philosophique rapide pour détruire les faux problèmes [scientifiques], pour faire du Wittgenstein dans la vie de tous les jours et spécialement dans les médias » (p. 71). La sociologie ? un sport de combat ? ! "Face à la TV, il faudrait une sorte de mouvement de résistance civique […] contre l'imposition généralise de problématiques [aller voir directement les qualificatifs évoqués !] (p. 76).
Guillaume Lecointre pense utile de rappeler : Les connaissances empiriques, universellement testables, constituent la partie de nos savoirs qui unissent les hommes, et c'est pour cela qu'elles sont politiquement publiques (p. 130). « On peut mettre cette posture [les options métaphysiques sont personnelles et politiquement privées : La laïcité au sens français du terme] au nom d'une priorité donnée dans le champ public au droit à l'indifférence (ici métaphysique) sur le droit à la différence selon une formule présentée par Caroline Fourest » (p. 239) (p. 130). « Sur un plan plus politique qu'épistémologique, la meilleure arme contre le créationnisme reste la laïcité française [… + ] les différentes sphères de contraintes et de libertés […] » (p. 133). En conclusion : « Expliciter vers le public le périmètre des méthodes qui caractérisent le[.] métier [de chercheur], et écrire vers le public pour expliquer pourquoi et comment les créationnistes philosophiques utilisent les sciences à d'autres fins que les leurs » (p. 134).

## Créationnisme dans l'Occident anglophone depuis leXXesiècle
Dans l'Occident anglophone, aux États-Unis surtout, les idées créationnistes chrétiennes littéralistes ont résisté aux idées scientifiques sur l'évolution. Le créationnisme littéraliste américain s'est propagé depuis le sud agricole de la Bible Belt pour atteindre les couches diplômées de la population des États du Nord, et en Australie. Elles ont été à l'origine de plusieurs procès.
Le terrain d'affrontement entre le créationnisme littéraliste et l'« évolutionnisme » se porta principalement sur l'enseignement scolaire, et donc le domaine législatif et judiciaire le contrôlant. Le débat s'étendit à l'opinion publique via les médias en conséquence des affaires judiciaires qui eurent lieu.

### Créationnisme dans le monde
En 2011, l'institut français IPSOS réalise un sondage pour l'agence de presse Reuters sur la position de la population de 24 pays sur le créationnisme et l'évolutionnisme.
| Pays            | Créationnistes % | Évolutionnistes % | Sans opinion tranchée % |
| --------------- | ---------------- | ----------------- | ----------------------- |
| Arabie saoudite | 75               | 7                 | 18                      |
| Turquie         | 60               | 19                | 21                      |
| Indonésie       | 57               | 11                | 32                      |
| Afrique du Sud  | 56               | 18                | 26                      |
| Brésil          | 47               | 22                | 31                      |
| États-Unis      | 40               | 28                | 32                      |
| Russie          | 34               | 26                | 40                      |
| Inde            | 33               | 39                | 28                      |
| Mexique         | 32               | 34                | 34                      |
| Argentine       | 26               | 37                | 38                      |
| Pologne         | 25               | 38                | 37                      |
| Corée du Sud    | 24               | 41                | 35                      |
| Canada          | 22               | 45                | 33                      |
| Italie          | 21               | 40                | 39                      |
| Australie       | 15               | 51                | 34                      |
| Hongrie         | 13               | 55                | 33                      |
| Allemagne       | 12               | 65                | 23                      |
| Grande-Bretagne | 12               | 55                | 34                      |
| Chine           | 11               | 64                | 25                      |
| Espagne         | 11               | 53                | 37                      |
| Japon           | 10               | 60                | 30                      |
| Suède           | 10               | 68                | 21                      |
| France          | 9                | 55                | 36                      |
| Belgique        | 8                | 61                | 31                      |
| Total           | 28 %             | 41 %              | 31 %                    |

### Bataille sur l'enseignement du créationnisme aux États-Unis

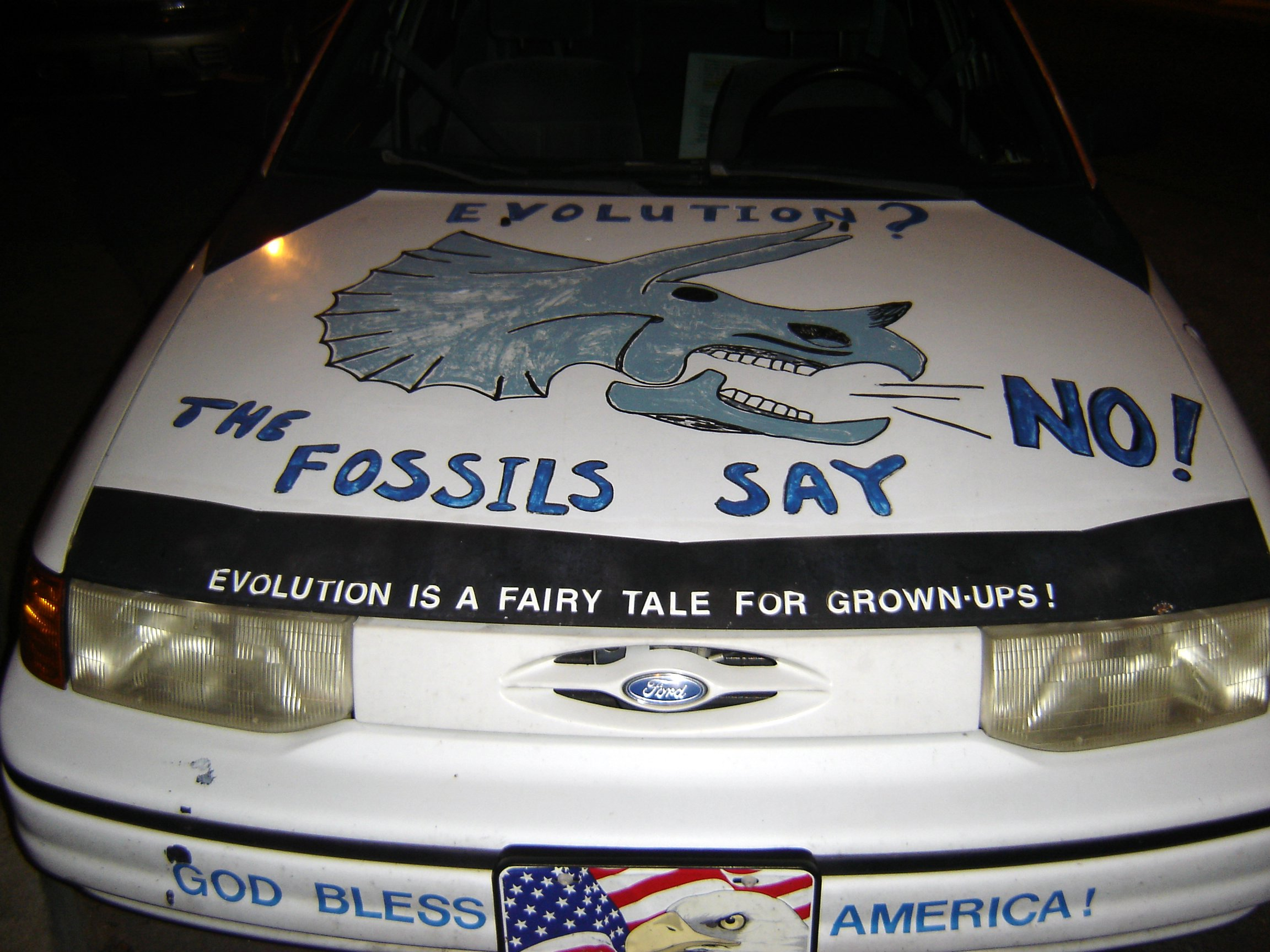
Voiture d'un créationniste militant aux États-Unis : « L'évolution ? Les fossiles disent non ! / L'évolution est un conte de fées pour adultes. / Que Dieu bénisse l'Amérique ! ».

Si, en Europe, les programmes scolaires enseignent l'évolution comme une théorie scientifique reconnue, il existe aux États-Unis, depuis les années 1920, une vive opposition manifestée par les tenants du créationnisme littéraliste, souvent d'obédience religieuse.
À partir de 1920, un mouvement soutenu par William Jennings Bryan milita pour que l'interdiction de l'enseignement de la théorie de l'évolution des espèces fasse l'objet d'un amendement de la Constitution des États-Unis. Le mouvement n'aboutit pas au niveau fédéral, mais en 1925, 15 États américains sur 48 interdirent l'enseignement de la théorie de l'évolution.
Depuis la fin du XXe siècle, le créationnisme littéraliste a été délaissé par certains évangéliques en faveur du dessein intelligent (Intelligent Design).
Cette interdiction d'enseignement fut mise en cause devant la justice lors du procès du singe, mais ne fut abolie qu'en 1967 lorsqu'elle fut déclarée anticonstitutionnelle, en opposition au premier amendement de la Constitution des États-Unis garantissant la liberté religieuse et la liberté d'expression.
L'institut de recherche Pew aux États-Unis a réalisé en juillet 2005 un sondage montrant que 64 % des Américains étaient favorables à l'enseignement du dessein intelligent en plus de la théorie de l'évolution et que 38 % ne voulaient pas que la théorie de l'évolution soit enseignée dans les écoles publiques[réf. nécessaire]. C'est à cette période qu'est apparu le pastafarisme, courant rejetant l'enseignement du créationnisme. Un autre sondage mené fin 2007 par le journal des sociétés de biologie américaines (FASEBJ) affirme que 61 % des Américains sont d'accord avec le concept d'évolution. 29 % des sondés estiment que la vie a été créée sous sa forme actuelle.
Toujours en 2005, plusieurs familles de Pennsylvanie ont porté plainte contre un conseil scolaire qui avait décidé que l'on présente le dessein intelligent. Le tribunal fédéral de Harrisburg leur a donné raison dans un arrêt du 20 décembre 2005 rendu par le juge John Jones, qui a estimé que l'enseignement du « dessein intelligent » était inconstitutionnel, parce qu'il se basait sur des convictions religieuses et non sur des preuves scientifiques.
En 2007-2008, l'Institut de médecine (Institute of Medicine) et l'Académie nationale des sciences américaine (United States National Academy of Sciences) s'opposent fermement au créationnisme dans un livre intitulé Science, evolution and creationism.
La portée officielle du créationnisme est aujourd'hui délaissée au profit des théories de l'intelligent design. Plus aucun État américain n'a inscrit dans son programme l'enseignement à parité du créationnisme et de l'évolution, mais les écoles privées jouissent encore d'une liberté à ce sujet[réf. nécessaire].

### Créationnisme en Europe
Dans les années 2000, l'enseignement du créationnisme progresse dans les établissements d'Allemagne, des Pays-Bas, de Russie, de Suède et de Pologne. Dans plusieurs pays européens, de plus en plus d'étudiants s'opposent à l'enseignement de l'évolution en cours.
Letizia Moratti, ministre italien de l'éducation avait signé en février 2004 un décret interdisant l'enseignement de l'évolution au collège. Il fut finalement retiré sur pression des scientifiques du pays. Un sondage effectué au début de 2006 par la chaîne BBC révèle que près de 40 % des personnes interrogées veulent que le créationnisme soit enseigné en cours de science au Royaume-Uni.
En février 2007, en France, l'Atlas de la Création d'Harun Yahya, un ouvrage créationniste de plus de huit cents pages, est envoyé en grand nombre à différentes instances du ministère de l'Éducation nationale (rectorats, bibliothèques, centres d'information pédagogiques, enseignants). Selon différents organes de presse, cet envoi était suffisamment massif pour que le ministère de l'Éducation nationale diffuse un message d'alerte afin de mettre en garde les destinataires envers une action qui présente un fort caractère de propagande et de prosélytisme. Selon l'éditeur Global, 2 000 exemplaires de l'Atlas ont été envoyés en France et en Belgique. Fin mars 2007, la presse de Suisse romande se fait, à son tour, l'écho d'une action similaire à destination, là aussi, du système éducatif public du pays. Adnan Oktar revendique avoir vendu 1,5 million d'ouvrages dans le monde en 2007.
En juin 2007, le Conseil de l'Europe a reçu un Rapport sur les dangers du créationnisme dans l'éducation qui précisait que « Le créationnisme dans aucune de ses formes, telles que la théorie de l'intelligent design, n'est pas basé sur des faits, n'utilise pas de raisonnement scientifique et son contenu est désespérément inadapté aux classes scientifiques ». et proposait un projet de résolution. La résolution correspondante a été adoptée le 4 octobre 2007.
En Suisse, plusieurs associations militent contre la théorie de l'évolution et pour une lecture littérale de la Bible :
- le Centre biblique européen, fondée en 1983 à Vuarrens.
- l'Alliance Pierres Vivantes, fondée en 1986 à Siviriez.
- l'association Création Bible Science, fondée en 1987 à Vevey[47],[48].

En juin 2014, le Royaume-Uni interdit l’enseignement du créationnisme dans toutes les écoles à financement public.

### Procès

#### Procès du singe
Le plus connu de ces affrontements judiciaires fut le procès du singe, qui s'est déroulé en 1925, dans le Tennessee. Le 28 janvier 1925, l'État du Tennessee mit en place le Butler act qui déclare qu'« il est illégal pour tout enseignant de toute université, école normale et toutes les autres écoles publiques de l'État […], d'enseigner toute théorie qui nie l'Histoire de la Création Divine de l'homme comme enseigné dans la Bible, et d'enseigner à la place que l'homme est descendu d'un ordre inférieur des animaux ».
Le Butler act n'interdisait pas l'enseignement de l'évolution génétique des autres espèces que l'homme, de la géologie, de la création de l'univers selon les connaissances scientifiques de l'époque, et il n'obligeait pas à l'enseignement de la création selon la Bible. L'unique interdit était d'enseigner que l'homme évolue ou toute autre théorie reniant la création de l'homme par Dieu tel qu'exposé par la Bible.
L'Union américaine pour les libertés civiles passe par les petites annonces pour trouver un professeur acceptant d'enfreindre la loi en enseignant que l'homme a évolué selon la théorie de Darwin. Un jeune professeur de sciences naturelles de 24 ans de la ville de Dayton, John Thomas Scopes, se porte volontaire. Avec le soutien de l'ACLU, il a recours à une procédure qui permet à un citoyen condamné de faire appel devant la Cour suprême de l'État qui examine alors si la loi en vigueur est constitutionnelle ou non. En s'appuyant sur le premier amendement de la Constitution des États-Unis, l'ACLU espère que la Cour Suprême juge ainsi le Butler Act anticonstitutionnel. The Nation parle d'un « retour aux jours de l'Inquisition ». Le journaliste H. L. Mencken publia nombre d'articles sur ce procès dans le Baltimore Sun, dénonçant le fondamentalisme religieux[réf. nécessaire]. De son côté, la communauté scientifique s'est peu mobilisée au cours de l'affaire.
John Thomas Scopes perdit et fut condamné à une légère amende, mais le procès fut fortement médiatisé. L'ACLU considéra avoir remporté une victoire médiatique, car l'opinion publique fut sensibilisée à la question et se montra en grande partie favorable à Scopes. Mais le Butler act fut déclaré conforme à la constitution, et l'interdiction se maintint jusqu'en 1967. De plus, le sujet de l'évolution fut jugé trop politiquement sensible, et les éditeurs de livres scolaires retirèrent la théorie de Darwin et l'évolution de l'homme de leurs ouvrages.
En 1967, un enseignant se plaignit que le Butler act violait son droit à la liberté d'expression et la séparation de l'Église et l'État. Craignant un nouveau procès médiatique, les progrès scientifiques soutenant la théorie de l'évolution et en conséquence l'évolution des mentalités dans l'opinion publique, l'État du Tennessee abrogea le Butler act.

#### Australie
L'un de ces procès célèbres voit s'affronter des fondamentalistes protestants australiens, notamment John Mackay et Ian Plimer, professeur de géologie à l'université de Melbourne. Accompagnant le mouvement américain, l'État du Queensland autorise, au début des années 1980, l'enseignement du créationnisme en tant qu'hypothèse scientifique. John Mackay est invité à donner des conférences dans les écoles publiques et les universités du Royaume-Uni.

#### Intelligent designau procèsKitzmiller v. Dover Area School
Au cours de l'année 2004, le conseil d'éducation de la région de Dover, Pennsylvanie, ajouta un ensemble de déclarations pro-créationnistes au sein du cursus de biologie. Notamment, les professeurs étaient dans l'obligation de lire une mise en garde à saveur créationniste avant d'aborder la théorie de Darwin. Les étudiants devaient obligatoirement être informés de la présence d'un livre à la bibliothèque de l'école, Of Pandas and People. Ces livres, achetés par une église locale et donnés aux écoles de la région, présentaient une version adoucie du créationnisme ; les termes « création » et « créationnisme » ayant été systématiquement remplacés par « design » et « partisans du dessein intelligent ».
Prévoyant d'éventuelles poursuites judiciaires, la commission scolaire fit appel au soutien juridique Thomas More Law Center (en), organisme qui s'affiche comme « la réponse chrétienne à l'ACLU ». Le conseil scolaire fit également appel au Discovery Institute, lobby créationniste basé à Seattle.
Un consortium s'organisa rapidement afin de contrer ces mesures introduisant le religieux dans le cursus scientifique. En décembre 2005 s'ouvrait le procès opposant le conseil d'éducation de la région de Dover à un groupe de parents d'élèves ayant pour porte-parole Tammy Kitzmiller. Kitzmiller et al. étaient de leur côté appuyés par le National Center for Science Education ainsi que l'ACLU.
Parmi les témoins experts de la défense, on pouvait compter notamment les créationnistes William Dembski, Micheal Behe et Stephen Meyer. Cependant, à la suite du retrait du Thomas Moore Law Center, la plupart des témoins-expert de la défense ne se présentèrent pas au tribunal.
Les témoins de l'accusation, dont la philosophe des sciences Barbara Forest, parvinrent à démontrer que ce « dessein intelligent » était bel et bien du créationnisme et avait des motivations religieuses. La fuite dans Internet du Wedge Document, pamphlet à saveur théocratique publié à l'interne par le Discovery Institute n'aida guère la cause de la défense, qui soutenait de son côté que le Dessein Intelligent est une théorie scientifique non-religieuse et alternative à l'évolutionnisme.
En décembre 2005, le juge conservateur Jones accorda gain de cause à Kitzmiller et al.

## Créationnisme et politique
Le créationnisme littéraliste étant un mouvement qui défend des certitudes ancrées dans la lecture littérale des textes religieux, il se trouve fréquemment opposé à la science dont les recherches et les découvertes ne cessent de remettre en question ce qui semble acquis. De ce fait, le créationnisme se retrouve souvent, sur l'échiquier politique, du côté des groupements les plus conservateurs de chaque pays, d'autant que son interprétation ne concerne pas seulement le passé de la Terre et de la vie, mais aussi les ancêtres de l'Homme et l'organisation sociale.